# Casting
În marketing, castingul constă în identificarea/selecția de personaje care vor fi prezente în cadrul unor filme de scurt sau lung metraj, videoclipuri, clipuri publicitare, ședințe foto, hostess, sampling campanii promoționale, BTL advertising, târguri și expoziții, ș.a.